# Christian Ulrich Grupen
Christian Ulrich Grupen (ur. 16 czerwca 1692 w Harburgu, zm. 10 maja 1767 w Hanowerze) – burmistrz miasta Hanower od 1725 do 1767 roku.

## Życiorys
Po nauce w Brunszwiku, studiował prawo (Rostock, Jena). Od roku 1715 działał jako adwokat w Hanowerze. W roku 1719 został syndykiem (Stadtsyndikus).
W roku 1725 został burmistrzem miasta Hanower, a w 1729 członkiem rady elektorskiej. W roku 1734 członkiem konsystorza (Konsistorium). Jako burmistrz urzędujący przez 30 lat przeprowadził liczne reformy i wybudował wiele domów. 
Wydał spis dóbr miejskich (Corpus Bonorum, 1720), zarządzenia w sprawie wynajmu i dzierżawy (Leihhausordnung (1729), Hypothekenordnung (1744)) i sądownictwa (Gerichtsordnung (1765))
Zmodernizował szkolnictwo. Odnowił tzw. Schneller Graben (główny kanał wodny w starym Hanowerze połączony z siecią tam i zapór). 
W roku 1748 wyniknęły skargi przeciw autorytarnemu stylowi rządów Grupena. Grupen prowadził wiele historycznych badań naukowych, lub im patronował.